# Werner Telesko
Werner Telesko (* 1965 in Linz) ist ein österreichischer Kunsthistoriker und Historiker.

## Leben
Werner Telesko absolvierte bis 1988 ein Studium der Kunstgeschichte, Geschichte und Klassischen Archäologie an der Universität Wien. Bis 1990 war er wissenschaftlicher Mitarbeiter am Historischen Institut beim Österreichischen Kulturinstitut in Rom. Im Anschluss war er drei Jahre als wissenschaftlicher Assistent des Kustos in den Kunstsammlungen des Benediktinerstiftes Göttweig tätig. 1993 erfolgte die Promotion an der Universität Wien mit der Dissertation „Göttweiger Buchmalerei des 12. Jahrhunderts. Studien zur Handschriftenproduktion eines Reformklosters“. Er ist seitdem wissenschaftlicher Mitarbeiter an der Österreichischen Akademie der Wissenschaften, wo er in unterschiedlichen Funktionen tätig ist. Seit 1999 lehrt er am Institut für Kunstgeschichte der Universität Wien, eine Gastprofessur führte ihn im Frühjahr 2009 an die École pratique des hautes études an der Sorbonne nach Paris. Im Jahr 2000 habilitierte er sich an der Universität Wien für Mittlere, Neuere und Neueste Kunstgeschichte mit der Schrift „Napoleon Bonaparte. Der moderne Held und die bildende Kunst 1799–1815“. Als einer der jüngsten Geisteswissenschaftler wurde er 2010 zum korrespondierenden Mitglied der Philosophisch-historischen Klasse der Österreichischen Akademie der Wissenschaften und 2013 zum wirklichen Mitglied gewählt. Seit 1. Januar 2013 amtiert er als Direktor des Instituts für kunst- und musikhistorische Forschungen.

## Ausstellungskurator
Als Spezialist für österreichische Kunst des 18. und 19. Jahrhunderts, Herrscherikonografie und christliche Ikonografie kuratierte Werner Telesko für mehrere Museen Ausstellungen:
- „Credo. Der Glaube in der Kunst“ (10. Mai–31. Oktober 2013) für das Diözesanmuseum St. Pölten; Katalogbeitrag: Glauben sehen. Zur Visualisierung des Credo im Mittelalter und in der Frühen Neuzeit. In: Werner Telesko u. a. (Hrsg.): Credo. Der Glaube in der Kunst (Ausst.-Kat. Diözesanmuseum St. Pölten, 10. Mai–31. Oktober 2013)
- „Europa in Wien. Der Wiener Kongress 1814/15“ (20. Februar – 21. Juni 2015) für das Belvedere, Wien; gemeinsam mit Sabine Grabner[2][3]
- „Maria Theresia. Strategin – Mutter – Reformerin“ (15. März – 29. November 2017) für Schloss Schönbrunn Kultur- und Betriebsgesellschaft[4]

## Ehrungen und Auszeichnungen
- 2004: Kardinal-Innitzer-Förderungspreis für Geisteswissenschaften
- 2007: Jubiläumspreis des Böhlau-Verlages[5]

## Publikationen
Werner Telesko hat über ein Dutzend selbständige Publikationen verfasst und ist Autor zahlreicher Aufsätze. Den besten Überblick bietet der Katalog des Zentralinstituts für Kunstgeschichte München (KUBIKAT).